# Flávio dos Santos
Flávio dos Santos (* 14. Mai 1930 in Salvador; † 19. Dezember 1993 ebenda) war ein brasilianischer Fußballspieler. Er wurde auf der Position eines Mittelfeldspielers eingesetzt. Er war 1959 Teil der Mannschaft des EC Bahia, welche die erste brasilianische Meisterschaft gewann.

## Karriere
Flávio begann das Fußballspiel beim EC Ypiranga, aus Salvador. Hier schaffte er auch den Sprung zum Profispieler. Von hier wechselte er 1951 zum Botafogo SC. Mit dem Klub wurde er 1954 Zweiter in der Staatsmeisterschaft von Bahia.
Nach einer Zwischenstation beim Fluminense de Feira FC 1957, ging Flávio 1958 zur SE Palmeiras. Sein erstes Spiel für den Klub bestritt er am 16. März 1958. In einem Freundschaftsspiel gegen eine Auswahl von Spielern des Comercial FC und Inter Limeira, wurde er für La Guardia eingewechselt. 1959 verließ er den Klub, bevor dieser seinen Erfolg in der Staatsmeisterschaft von São Paulo erreichen konnte.
Flávio ging zurück in seine Heimat, wo er beim EC Bahia unterzeichnete. Sein erstes Spiel für Bahia bestritt er am 16. August 1959 gegen seinen alten Klub Botafogo in der Staatsmeisterschaft von Bahia. Bahia hatte bereits 1958 die Staatsmeisterschaft von Bahia gewonnen und sich durch Sieg für die erste Ausgabe der Taça Brasil qualifiziert. In dem Wettbewerb 1959 erreichte Bahia die Finalspiele, wo es auf eine zu der Zeit besten Mannschaften, den FC Santos mit dem Weltklassespieler Pelé traf. Auf dem Weg dahin trat Flávio in 13 von 14 möglichen Spiel an, Ausnahme war das erste gegen CS Alagoano. Im Hinspiel bei Santos am 10. Dezember gelang Bahia ein 2:3–Sieg. Das Rückspiel bei Bahia am 30. Dezember konnte Santos mit 0:2 für sich entscheiden. Somit musste die Entscheidung in einem dritten Spiel herbeigeführt werden. Dieses fand am 29. März 1960 auf neutralen Platz im Maracanã (Rio de Janeiro) statt. Auch wenn Santos ohne Pelé antreten musste, galt die Auswahl als hervorragend besetzt und Coutinho konnte in der 27. Minute Bahias Torwart Nadinho bezwingen. Danach war Santos nicht mehr erfolgreich. Dafür allerdings Bahia mit Vicente (37.), Léo Briglia (46.) und Alencar (76.). Durch das 3:1 gewann die erste brasilianische Meisterschaft.
Durch den Titelgewinn in der Taça Brasil war Bahia der erste brasilianische Klub, welcher an einer Ausgabe der Copa Libertadores teilnahm. 1960 traf man in der ersten Runde auf San Lorenzo de Almagro aus Argentinien. Flávio gelang beim 3:2–Sieg im Rückspiel das zweite Tor. Nach Hin- und Rückspiel stand es aber 5:3 für die Argentinier und Bahia schied aus.
1961 kehrte Flávio zu Palmeiras zurück. Nachdem er den Klub im Folgejahr verlassen hatte, hatte er, über alle Spielzeiten gesehen, 39 Einsätze für das Team bestritten. Zum Ausklang seiner Laufbahn trat er bei Prudentina und nochmals bei Bahia an.

## Trivia
Als Flávio 1993 im Krankenhaus Ana Nery seiner Heimatstadt verstarb, hinterließ er seine Frau, acht Kinder, neun Enkel und Urenkel. Einer seiner Enkel Gabriel Santana Pinto wurde ebenfalls Spieler bei Bahia.

## Erfolge
Botafogo SC
- Vize-Staatsmeisterschaft von Bahia: 1954

Bahia
- Staatsmeisterschaft von Bahia:1959, 1960, 1961
- Taça Brasil Meister: 1959
- Torneio Quadrangular de Salvador: 1960
- Torneio Amizade: 1959